# Wola Mokrzeska
Wola Mokrzeska – wieś w Polsce położona w województwie śląskim, w powiecie częstochowskim, w gminie Przyrów.
Pod koniec XIX wieku majątek Janaszów zakupili bracia Jan i Edward Reszkowie, znani śpiewacy operowi.
W latach 1975–1998 miejscowość administracyjnie należała do województwa częstochowskiego.

## Znani ludzie
- Mateusz Świdnicki Polski żużlowiec i reprezentant Wilki Krosno

## Budowle
- Kościół pw. św. Archaniołów Michała, Gabriela i Rafała
- Niepubliczna Szkoła Podstawowa